# Изындаево
Изындаево — деревня в Тяжинском районе Кемеровской области. Входит в состав Новоподзорновского сельского поселения.

## География
Центральная часть населённого пункта расположена на высоте 240 метров над уровнем моря.

## История
В 1926 году состояла из 313 хозяйств, основное население — русские. В административном отношении являлось центром Изындаевского сельсовета Берёзовского района Ачинского округа Сибирского края.

## Население
| 1926 | 2010 |
| ---- | ---- |
| 1732 | ↘170 |